# Brewing Industry International Awards
Brewing Industry International Awards is een tweejaarlijkse bierwedstrijd die sinds 1886 worden georganiseerd. Hoewel men soms afwijkt van de tweejaarlijksheid. De volgende editie is in 2015.

## Geschiedenis
Een jaarlijkse beurs van brouwers en bier die vanaf 1879 werd gehouden te Londen  begon vanaf 1886 ook met een competitie. Doorheen de jaren bleek de competitie soms succesvoller dan de beurs zoals in 1914 toen er geen beurs werd gehouden, maar de competitie wel door ging.
Tot 1893 werd de wedstrijd gehouden op de beurs in de Agricultural Hall (tot de oorlog) en in  de Earl's Court in London. Vanaf 1893 verhuisde de beurs naar Birmingham, maar werd de competitie in Burton upon Trent gehouden.
Sinds 2011 is ook de naam gewijzigd tot International Brewing Awards.
Heden ten dage wordt de BIIA georganiseerd door Brewing Technology Services Limited (BTS) dat in 1977 werd opgericht als een onderdeel van de Brewing, Food & Beverage Industry Suppliers’ Association (BFBi).

## Winnaars
Deze lijst bevat de winnaars uit gebied waar Nederlands een erkende taal is onder andere België, Nederland en Suriname.
| jaar  | Datum                                | inzendingen / brouwers (landen) | categorie                                         | prijs  | naam                                | brouwerij                               | land      |
| ----- | ------------------------------------ | ------------------------------- | ------------------------------------------------- | ------ | ----------------------------------- | --------------------------------------- | --------- |
| 2013  | 13 - 15 februari (Burton upon Trent) | 953 (47)                        | Class 3 for Strong, Dark Beer                     | Zilver | Straffe Hendrik Quadruple           | Brouwerij De Halve Maan (Brugge)        | België    |
| 2013  | 13 - 15 februari (Burton upon Trent) | 953 (47)                        | Class 2 - Fruit & Vegetable Beer                  | Goud   | Mort Subite Oude Kriek (goud)       | Brouwerijen Alken-Maes                  | België    |
| 2013  | 13 - 15 februari (Burton upon Trent) | 953 (47)                        | Class 2 - Fruit & Vegetable Beer                  | Zilver | Mort Subite Original Kriek (zilver) | Brouwerijen Alken-Maes                  | België    |
| 2013  | 13 - 15 februari (Burton upon Trent) | 953 (47)                        | Class 4 - Speciality - Other Special Feature Beer | Zilver | Rodenbrach Grand Cru                | Brouwerij Rodenbach (Palm Breweries NV) | België    |
| 2011  | 9 - 11 februari (Burton upon Trent)  | 796 /165 (42)                   | Class 4 beer Strong Speciality                    | Goud   | La Guillotine                       | Brouwerij Huyghe                        | België    |
| 2011  | 9 - 11 februari (Burton upon Trent)  | 796 /165 (42)                   | Class 4 Ale 5.8% -6.9%                            | Zilver | Affligem Blond                      | Brouwerijen Alken-Maes                  | België    |
| 2011  | 9 - 11 februari (Burton upon Trent)  | 796 /165 (42)                   | Class 2 strong                                    | Brons  | Affligem Tripel                     | Brouwerijen Alken-Maes                  | België    |
| 2011  | 9 - 11 februari (Burton upon Trent)  | 796 /165 (42)                   | Class 3 beer strong dark                          | Zilver | Brugse Zot Dubbel                   | Brouwerij De Halve Maan                 | België    |
| 2011  | 9 - 11 februari (Burton upon Trent)  | 796 /165 (42)                   | Class 2 beer Fruit & Vegetable                    | Goud   | Mort Subite Kriek                   | Brouwerijen Alken-Maes                  | België    |
| 2005  |                                      |                                 | Class 3 ale 5.6-6.9%                              | Brons  | Leffe Blond                         | Brouwerij Inbev                         | België    |
| 2005  |                                      |                                 | Class 2 : Ale : All 7% ABV and Above, Up to 11.5% | Brons  | Lucifer (bier)                      | Brouwerij Liefmans                      | België    |
| 2005  |                                      |                                 | Class 2 beer Fruit : Up to 11.5%                  | Goud   | Mort Subite Framboise               | Brouwerijen Alken-Maes                  | België    |
| 2005  |                                      |                                 | Class 2 beer Fruit : Up to 11.5%                  | Zilver | Mort Subite Kriek                   | Brouwerijen Alken-Maes                  | België    |
| 2005  |                                      |                                 | Class 2 beer Fruit : Up to 11.5%                  | Brons  | Liefmans kriek                      | Brouwerij Liefmans                      | België    |
| 2004  | (Londen)                             |                                 | Class 2 : Ale : All 7% ABV and Above, Up to 11.5% | Zilver | DeuS Brut des Flandres              | Brouwerij Bosteels                      | België    |
| 2004  | (Londen)                             |                                 | Class 2 : Ale : All 7% ABV and Above, Up to 11.5% | Brons  | Tripel Karmeliet                    | Brouwerij Bosteels                      | België    |
| 2004  | (Londen)                             |                                 | Class 2 : Fruit Beer : Up to 11.5%%               | Goud   | Liefmans Framboise                  | Brouwerij Liefmans                      | België    |
| 2004  | (Londen)                             |                                 | Class 2 : Fruit Beer : Up to 11.5%%               | Brons  | Liefmans Kriek                      | Brouwerij Liefmans                      | België    |
| 2002  | (Londen)                             |                                 |                                                   |        | geen                                |                                         |           |
| 2000  | (Burton upon Trent)                  |                                 | Speciality Fruit beer                             | Goud   | Liefmans Kriek                      | Brouwerij Liefmans                      | België    |
| 2000  | (Burton upon Trent)                  |                                 | Speciality Fruit beer                             | Zilver | Liefmans Framboos                   | Brouwerij Liefmans                      | België    |
| 1998  | (Burton upon Trent)                  |                                 | Speciality                                        | Zilver | Bellevue Kriek                      | Brouwerij Belle Vue                     | België    |
| 1996  | (Burton upon Trent)                  |                                 | Speciality                                        | Zilver | Hoegaarden witbier                  | Brouwerij Hoegaarden                    | België    |
| 1996> | (Burton upon Trent)                  |                                 | Speciality                                        | Zilver | Bellevue Framboos                   | Brouwerij Belle Vue                     | België    |
| 1994  | (Burton upon Trent)                  |                                 | Strong                                            | Zilver | Het Elfde Gebod                     | Arcense Stoombierbrouwerij              | Nederland |
| 1992  | (Burton upon Trent)                  |                                 |                                                   |        | geen                                |                                         |           |
| 1990  | (Burton upon Trent)                  |                                 |                                                   |        | geen                                |                                         |           |
| 1987  | (Burton upon Trent)                  |                                 |                                                   |        | geen                                |                                         |           |